# Патронна
Патро́нна (рос. Патронная) — присілок у складі Кетовського району Курганської області, Росія. Входить до складу Колесниковської сільської ради.
Населення — 84 особи (2010, 83 у 2002).